# Presteigne
Presteigne (walesiska: Llanandras) är en ort och community i Storbritannien.   Den ligger i kommunen Powys och riksdelen Wales, i den södra delen av landet, 210 km väster om huvudstaden London. Vid folkräkningen 2011 hade communityn 2 710 invånare varav 2 056 bodde i tätorten Presteigne.. En liten del av tätorten ligger i Stapleton civil parish i Herefordshire, England.